# Coquilles de Reims
Les coquilles de Reims constituent un ensemble architectural situé sur le campus de l'université de Reims-Champagne-Ardenne. Elles ont reçu le label « Patrimoine du XXe siècle » en 2012.

## Historique
Le bâtiment a été conçu par les architectes André et Denis Dubard de Gaillarbois, ainsi que Robert Clauzier. La construction a lieu de 1970 à 1974. La méthode du lamellé collé, alors novatrice, est utilisée pour rigidifier la structure. Affaiblis par le temps et les intempéries, les amphithéâtre ont dû être totalement restaurés et renforcés en 2005-2006 (un affaissement de terrain en 2004 dans le quartier Croix-Rouge avait sonné l'alarme sur la stabilité des sols environnants). Après cette campagne de rénovation, tout est restauré et seules les coquilles restent d'origine,,.
En 2013, six amphithéâtres sont réhabilités. En 2015, les travaux de construction d'un nouveau campus sont lancés pour viser une capacité de 17 000 étudiants. Un travail de désamiantage a également été effectué.

## Description
Les six amphithéâtres sont en forme de coquilles Saint-Jacques inversées et groupées autour d'un grand patio circulaire. Elles réalisent un grand motif architectural incorporant une zone de circulation annulaire fermée. Au nombre de six, ces amphithéâtres totalisent 2 700 places : 
- un de 700 places,
- deux de 600 places,
- deux de 300 places,
- un de 200 places.

Les coquilles sont formées de coques en bois posées sur une structure de béton et d'acier. Chaque coque est constituée de nervures reliées entre elles par des poutres en bois. Le remplissage entre nervures est constitué de panneaux en contreplaqué. La toiture est constituée d'un bac en acier qui participe à la rigidité de l'ensemble.
Les coquilles sont utilisées au sein de l'UFR Lettres et Sciences Humaines dans le cadre des cours magistraux. Elles accueillent également les
étudiants de la faculté de Droit et de Science politique et de la faculté des Sciences économiques, sociales et de gestion. 

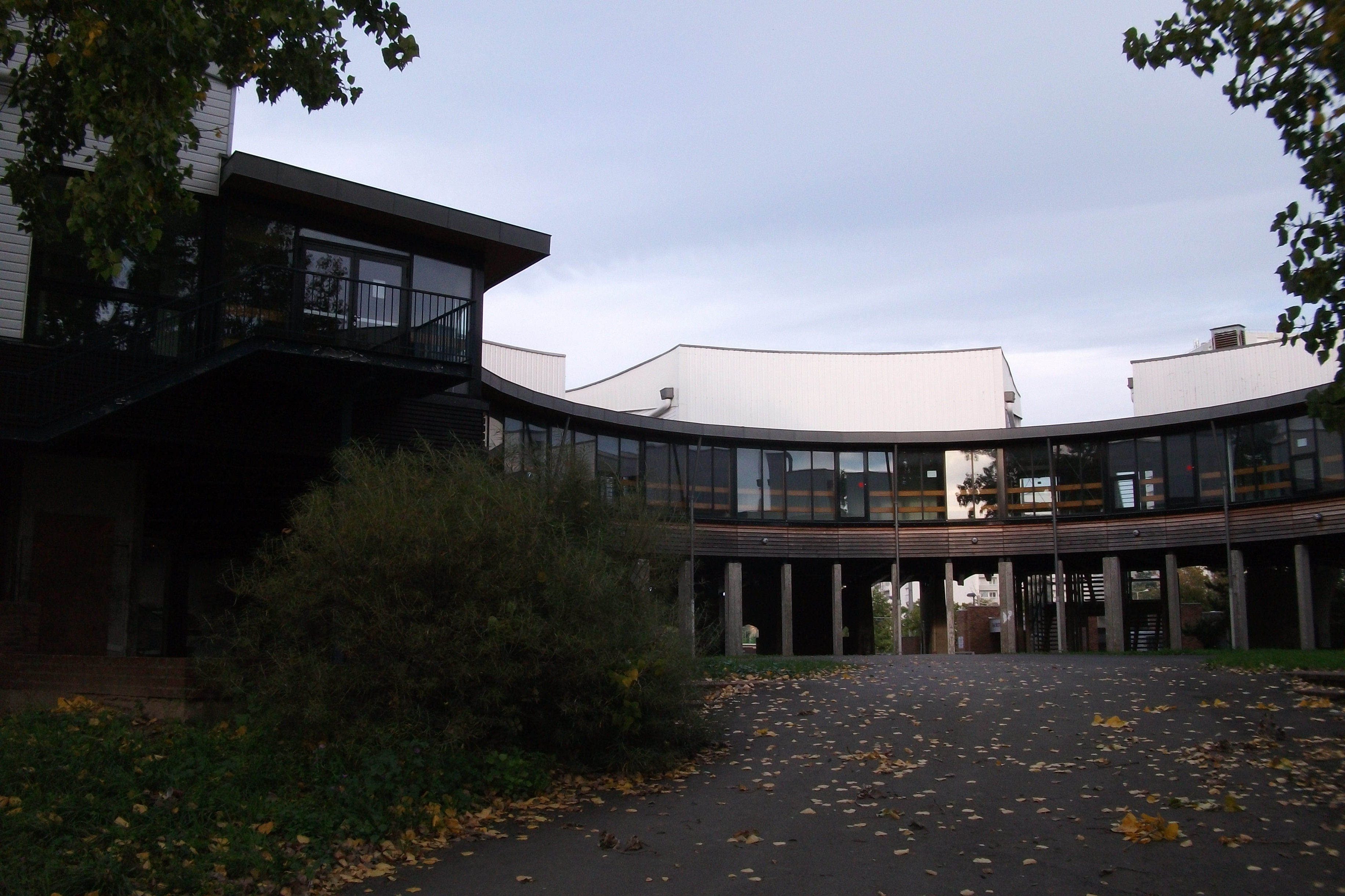
Autour d'une cour centrale,
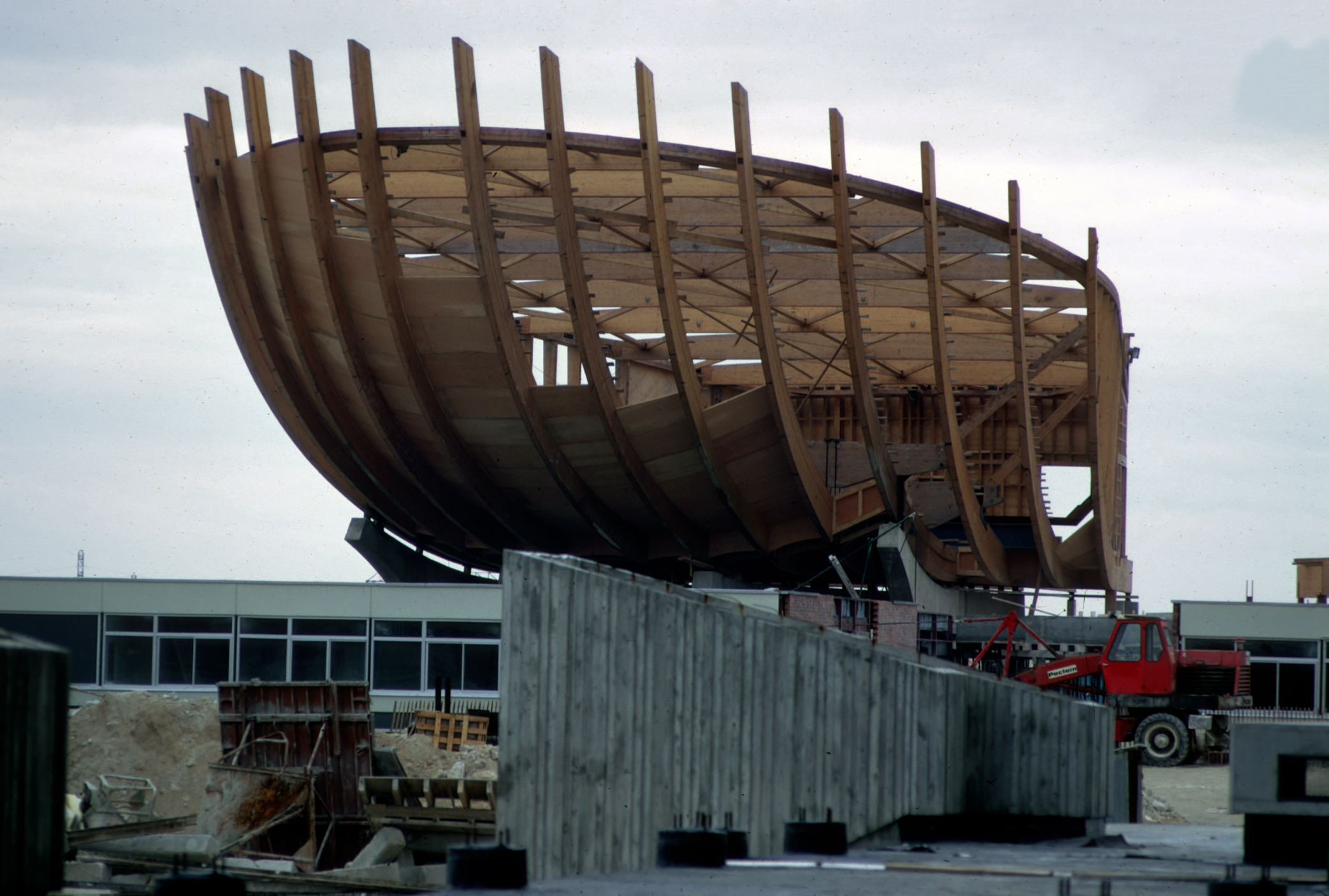
en construction,
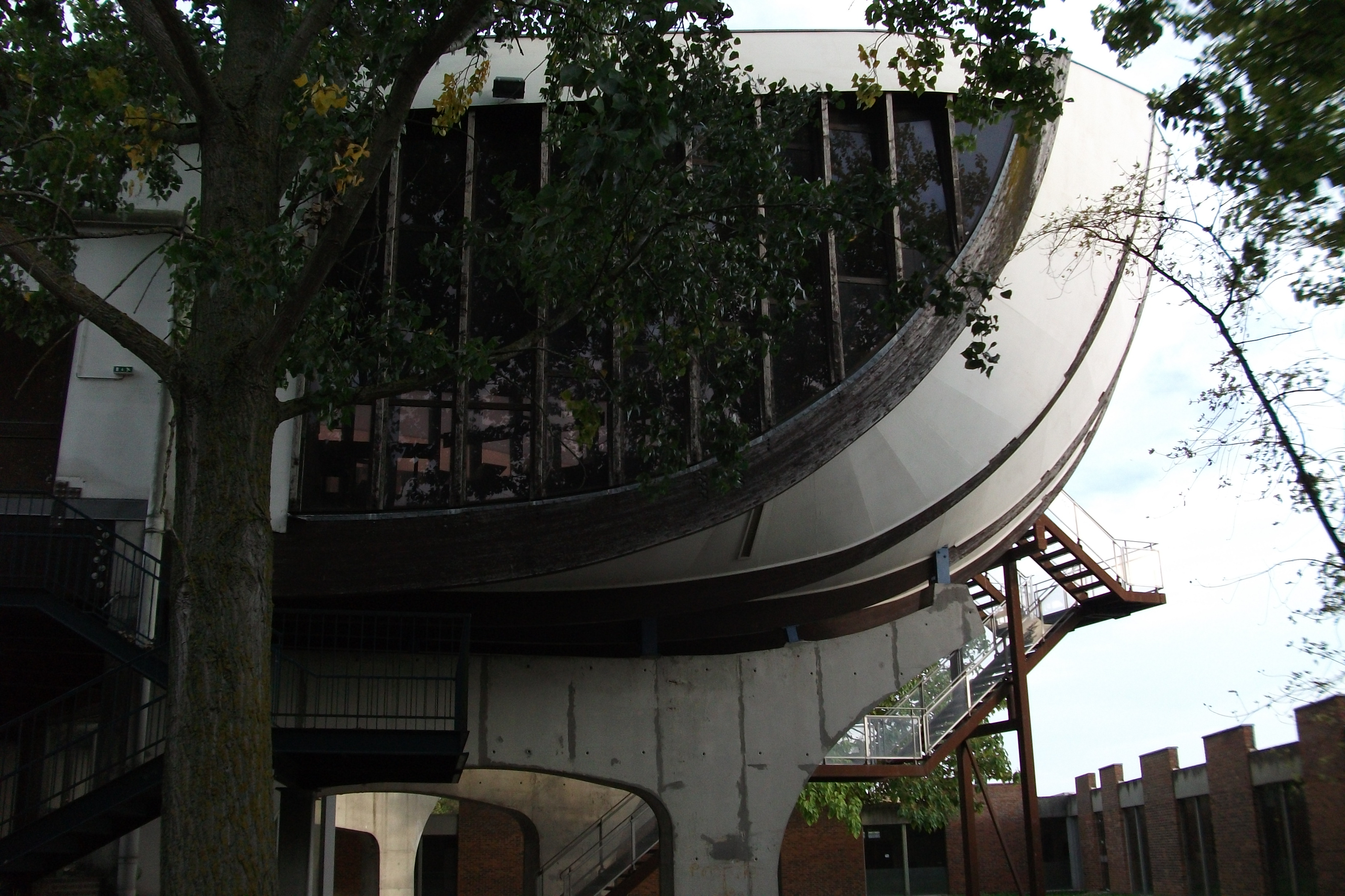
de profil,
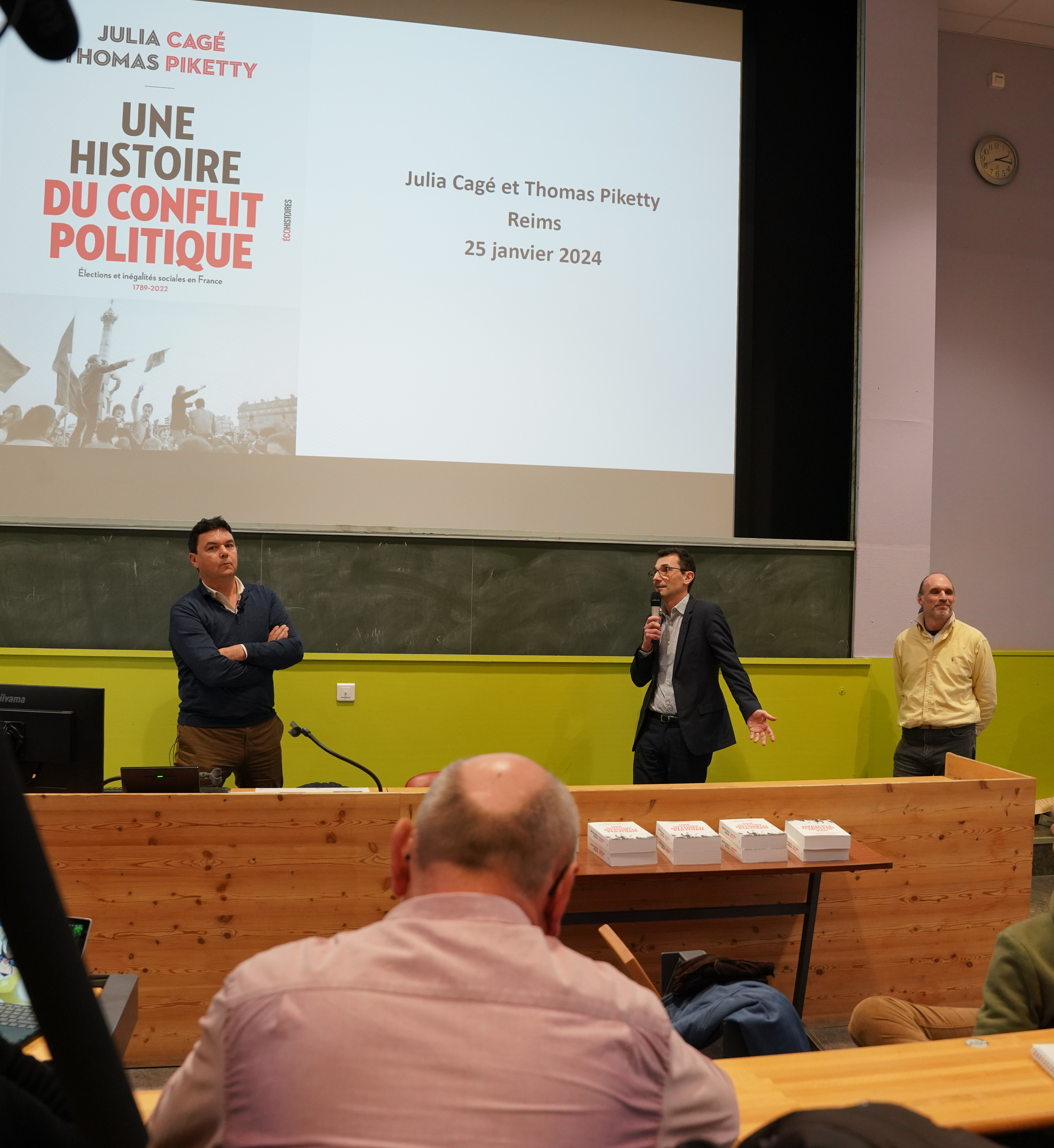
intérieur de l'un des amphithéâtres.